# Quadri
Quadri è un comune italiano di 680 abitanti della provincia di Chieti in Abruzzo.

## Geografia fisica
Quadri è situato nella media valle del Sangro. Il suo territorio di forma quadrangolare, confina a nord-ovest con il comune di Pizzoferrato mediante la strada comunale che porta alla contrada Melocchi ed il fosso Colle Buono, a Nord-est con il comune di Civitaluparella mediante il torrente Parello che, attraverso boschi e dirupi, dopo 18 km circa precipita con una splendida cascata alta 91,50 metri, a sud-est con il comune di Borrello e quello di Sant'Angelo del Pesco mediante il fiume Sangro ed infine a sud-ovest di nuovo con il comune di Pizzoferrato mediante il torrente Crognaleto.
Il suo territorio si estende per circa 741 ettari facendone il più piccolo comune della vallata per la sua estensione.
Il paese è attraversato dalla strada statale 558 Sangrina costruita nel 1883 in base al progetto approvato con R.D. del 12 agosto 1877.
Vi si accede ad est attraverso la SS. 558 proveniente da Torino di Sangro, dopo aver passato il ponte sul torrente Parello (fossatum Luparelli), a nord dalla strada intercomunale delle Vicenne che collega il centro abitato di Quadri con quello di Pizzoferrato, ad ovest con la strada Provinciale Quadri – Pizzoferrato, e a sud-ovest sempre con la SS 558 proveniente da Castel di Sangro.
Per chi proviene dalla fascia costiera adriatica è possibile arrivarci attraverso la fondovalle Sangro proveniente da Fossacesia e passante per la Zona Industriale di Atessa, per Piane d'Archi, per il lago di Bomba, per il viadotto di Villa Santa Maria sino ad arrivare alla stazione ferroviaria di Fallo distante da Quadri appena 2,5 km.
Per chi proviene dall'entroterra può arrivarci attraverso la stessa fondovalle Sangro fino alla stazione di Sant'Angelo del Pesco-Gamberale per poi imboccare la SS 558 ed arrivare a Quadri dopo 11 km di strada tortuosa e piena di curve.
Il paese è posto lungo la linea ferroviaria Sangritana, Lanciano – Castel di Sangro, ed è dotato anche di una stazione ferroviaria, quella di Quadri-Borrello. Attualmente l'intero tratto ferroviario è in fase di smantellamento per lavori di ammodernamento della linea ferroviaria, iniziati nel 2005 ma attualmente sospesi.
Oltrepassando il fiume Sangro sul versante di destra, nel territorio di Borrello, è possibile ammirare il paese spalleggiato, da una parte con i nudi terreni delle contrade Ari e Vicenne su cui era insediata l'antica città preromana di Trebula, e dall'altra, dal maestoso monte delle Cese e dal bellissimo Monte Pidocchio, luoghi di tristi ricordi bellici.

## Storia
Quadri, fra tutti i paesi della media valle del Sangro è certamente il comune fondato in epoca più recente. Il toponimo Quadri deriva dalla parola "quadre", appezzamenti di terreno di forma quadrangolare che venivano dati in colonia ai contadini del posto.
Fu fondato tra il X e XI secolo da monaci benedettini che vivevano nel vicino monastero della Badia di Santa Maria dei Quatri, o de Quatris costruito sui resti di un antico tempio sannita sito nell'antica "Trebula". Il paese fu costruito intorno al Castello dei Quatri, poi rinominato in Villa Baronale, per esser difeso dalle continue scorribande dei saraceni che iniziarono a verificarsi nel XV secolo. Il nome antico del paese era Quatri (non ancora Quadri) ed assunse definitivamente la denominazione attuale con la caduta del Feudalesimo (1804) e con la conseguente nascita del moderno Comune durante l'Unità d'Italia.
Nel 1156 Quadri era posseduto dal duca Oderisio de Idri, e sotto il Regno di Carlo I d'Angiò era nei possedimenti di "Jacopo delli Quatri". Nel 1304 divenne feudo di Raimondo Caldora (governatore della vicina Civitaluparella) la cui potente famiglia manterrà il possesso sino al 1465, escluso il periodo 1392-1401 quando il feudo era posseduto dal Conte Filippo di Fiandra. In questo breve periodo Quadri viene sottratto alla contea di Valva e Sulmona, e sarà annesso alla contea di Teate (Chieti). Nel 1465 viene dato in feudo a Matteo di Capua. Agli inizi del XVII secolo viene posseduto prima dal Conte Melocchi e poi dal marchese Periteo Malvezzi che poi nel 1628 lo venderà al barone Giannicola Coccia per 7750 ducati.
Alla fine del XVII secolo ai Coccia subentrano i D'Ambrosio che manterranno il feudo sino alla fine del XVIII secolo. L'ultimo signore di Quadri fu il Duca Catemario che lo governò fino al 1806.

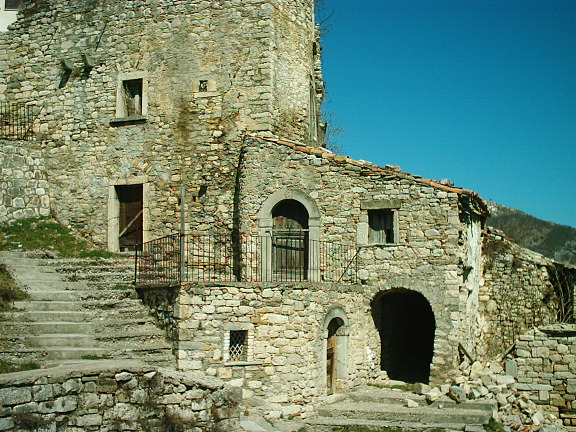
Parte del borgo vecchio detto "Codacchio"

Durante l'ultimo conflitto mondiale il paese che faceva parte della "linea Gustav" è stato quasi raso al suolo dalle truppe germaniche ed è stato quasi interamente ricostruito dalla stessa popolazione, che successivamente, mancando le risorse economiche, è stata costretta ad emigrare verso i paesi del nord Europa e delle Americhe.
Oggi Quadri è un paese di circa 920 abitanti o meno effettivi, ed è meta di un turismo sempre in via di espansione per la presenza su tutto il territorio del pregiato tartufo bianco Tuber magnatum Pico. In questi ultimi anni si va sempre più espandendo l'economia legata a questo prezioso tubero. Altra attrazione principale è la presenza del sito archeologico di Trebula, poco lontano il paese, riscoperto negli anni Novanta del Novecento.

### Simboli
Lo stemma comunale e il gonfalone sono stati concessi con decreto del presidente della Repubblica del 21 marzo 1997.
Lo stemma è d'oro, vestito d'azzurro, al quadretto di rosso, accompagnato nel cantone destro del capo da un giglio d'oro. 
Il gonfalone è un drappo di rosso.

## Monumenti e luoghi d'interesse

### Architetture religiose

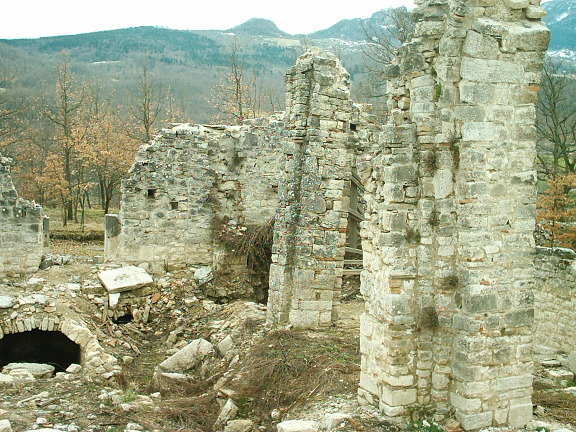
Resti della chiesa di Santa Maria dello Spineto

Il paese nel suo millennio di storia, ha annoverato 4 chiese tra i suoi luoghi di culto:
San Nicola
In località Costa San Nicola. La chiesa è ridotta in rudere per la seconda guerra mondiale.
Santissima Trinità
All'interno delle mura del paese (Intra – muros) e a ridosso del Castello Baronale. Era la chiesa principale di Quadri, prima dell'ampliamento nel XIX secolo dell'ex chiesa di Sant'Agostino, attuale parrocchia della Madonna del Popolo. La chiesa è ridotta a rudere, già risultante danneggiata per incuria nel 1846, e poi definitivamente crollata. Alcune tracce sono visibili presso l'ingresso del palazzo  D'Amico in stile rurale ottocentesco. 
Ruderi del Santuario Santa Maria dello Spineto
Trattasi di antico monastero benedettino, che dipendeva dall'abbazia di San Vincenzo al Volturno. Fu costruito sopra i ruderi archeologici di Trebula, antica città dei Sanniti Carricini. All'interno del sito, dove si ergeva un tempio, si trovano le mura del Monastero di Santa Maria, detta volgarmente "dello Spineto". L'interno era a tre navate terminanti in tre absidi. L'impianto constava anche di una torre campanaria. Secondo scavi archeologici il cenobio è stato costruito sopra un tempio italico fra il IX secolo ed il X secolo. Il santuario aveva, forse titolo abbaziale. Attualmente è in restauro.
Chiesa Parrocchiale di San Giovanni Battista e della Madonna del Popolo
Prima età una chiesetta fuori le mura dedicataa San Tommaso D'Aquino. A seguire fu ampiamente ristrutturata tra il 1846 e il 1860 con ampliamento neoclassico. La vecchia chiesa di San Giovanni o della Trinità  presso il castello era collassata per danni e si progettò di ricostruire l'antica chiesetta tratturale. Posta in piazza del popolo nel centro storico. La prima menzione della chiesa è del 1765 durante una visita del vescovo di Valva e Sulmona, dedicata a San Sebastiano patrono di Quadri, ma la chiesa attuale è stata costruita ex novo, durante la seconda metà del secolo scorso, a causa dei danni bellici,  con il rifacimento totale della facciata e degli interni e del campanile. La facciata era originalmente intonacata,  con portale semplice architravato. Il campanile 
era stato minato dai tedeschi e collassò sulla chiesa, motivo per cui fu ricostruito. Si accede alla chiesa mediante un'imponente scalinata di nuova costruzione. L'interno è a navata unica, con pareri foderate di legno e un marrone laterale. Si conservano 
le statue professionali della Madonna, di San Sebastiano, di Sant'Egidio e la Vergine  Immacolata. Sopra l'ingresso vi è una finestra circolare a mo' di rosone col mosaico della Sacra Famiglia. Sulla facciata vi sono varie lesene. All'interno vi è una statua lignea verosimilmente del XIII secolo raffigurante la Madonna dello Spineto con Bambino.. Il campanile laterale è a torre rettangolare,  con in cima una cella per le campane delle ore. 

### Mura del castello medievale
Il castello di Quadri è sito a Via del Colle nel centro storico del paese, presso il rialzo roccioso. Della pianta dell'edificio non è più identificabile la forma, anche se un palazzo situato vicino al muro superstite con le 3 aperture, fa pensare che fosse stato ricavato da una parte del castello. Il circuito murario robusto dal lato settentrionale, mostra che il castello  avesse una pianta  ellittica irregolare  con una torre di guardia verso il fiume, con la parete sopraelevata verso il Sangro che sfruttava il pendio del colle. Ora è in stato di abbandono, dopo i danni bellici, eccettua una casa con giardino terrazzato. Uno slargo presso il muro un tempo era occupato  dall'antica chiesa della Trinità. Fu costruito tra il X ed il XII secolo epoca in cui la popolazione, in seguito a varie scorrerie di invasori, decise di spostarsi più a monte dove sorse il borgo antico, la chiesa della Madonna dello Spineto e Trebula. Attualmente è visibile solamente un'ala del castello cioè un muraglione costruito in pietra calcarea e ciottoli di fiume che corrisponde al piano nobile dell'edificio.

### Palazzo nobiliare D'Amico
Questo edificio è uno dei palazzi principali di Quadri. È sito nel centro storico del paese ov'era un'antica chiesa della Trinità, forse ricavato anche da un nucleo fortificato dove stanno le mura del castello distrutto. La parte che dà sulla Valle del Sangro, ala del palazzo realizzata in pietra calcarea. Il palazzo è suddiviso in tre livelli ed è totalmente realizzato con ciottoli di fiume e pietra calcarea lavorata.

### Antico mulino medievale
Il mulino sfruttava l'acqua del Sangro, si trova nella piana sotto la ferrovia, che porta al fiume. Dopo i danni bellici è stato per anni un rudere, ma lo spiazzo antistante è stato recuperato per eventi culturali. Si compone di un edificio rettangolare molto esteso, cui si collegavano le cisterne. In passato fu usato anche come cartiera.

### Siti archeologici
Gli scavi archeologici di Trebula, nella periferia occidentale,  lungo la strada per Gamberale, oltre il bivio discesa del campo sportivo. Adriano La Regina ipotizzava che fosse una città vera e propria del popolo dei Carricini, poi conquistati da Roma, e dotata di templi, un foro e un anfiteatro riportato alla luce, molto simile per costruzione all'anfiteatro di Alba Fucens. Tuttavia studi recenti hanno dimostrano che Trebula fosse un semplice vicus con il santuario italico e qualche abitazione per via di sepolture ivi rinvenute. Nel IX secolo fu costruito il cenobio benedettino di Santa Maria dello Spineto, di cui restano cospicui resti.
Oggi sono visibili il tempio riadattato a chiesa di Santa Maria dello Spineto, il recinto del nsrtece del tempio antico, e un'arena semicircolare.

## Tradizioni
Il 20 Gennaio Quadri festeggia il suo patrono San Sebastiano, è la festa più importante del paese, durante la processione del santo vengono portate dalle signore del luogo delle conche piene di pizzelle e salumi.
La terza domenica di agosto, si celebra in Quadri la festa del Tartufo, per cui il comune è economicamente noto.

## Società

### Evoluzione demografica
Il comune è interessato da un processo di spopolamento aggravatosi negli ultimi decenni. Abitanti censiti

## Economia
L'economia del paese è incentrata prevalentemente sul commercio del tartufo. Quadri è iscritta infatti nella lista dei "Borghi del Tartufo", e riconosciuta città di interesse in loco per tale proprietà. Vi si svolge anche una "Rassegna del Tartufo" che si svolge il sabato e la domenica della terza settimana di agosto, ogni anno.

## Amministrazione
| Periodo        | Periodo        | Primo cittadino   | Partito                         | Carica  | Note   |
| -------------- | -------------- | ----------------- | ------------------------------- | ------- | ------ |
| 6 giugno 1993  | 27 aprile 1997 | Domenico D'Amico  | Democrazia Cristiana            | Sindaco | [ 10 ] |
| 28 aprile 1997 | 13 maggio 2001 | Renato Casasanta  | Lista Civica di Centro-sinistra | Sindaco | [ 11 ] |
| 14 maggio 2001 | 28 maggio 2006 | Domenico D'Amico  | Lista Civica                    | Sindaco | [ 12 ] |
| 29 maggio 2006 | 15 maggio 2011 | Davide Di Pilato  | Lista Civica di Centro-sinistra | Sindaco | [ 13 ] |
| 16 maggio 2011 | 5 giugno 2016  | Saverio Calabrese | Lista Civica Quadri futuri      | Sindaco |        |

## Sport
La squadra di calcio del paese è stata fino al 2004 lA.C. Quadri, i cui colori sociali sono il rosso ed il blu. La massima serie con cui ha militato è stata la 2ª Categoria ma poi a seguito di problemi strutturali della società, nella stagione calcistica 2004/2005, non si è reiscritta al campionato di Terza Categoria; pertanto nel 2005 si è ricreata una nuova società quadrese, lA.S.D. Quadri, che è ripartita dal campionato di Terza Categoria, con la speranza di poter raggiungere e magari superare la categoria raggiunta dall'ormai ex A.C. Quadri.
L'A.S.D. Quadri nel campionato 2005-2006 di Terza Categoria Girone B si è piazzata in seconda posizione, qualificandosi per i play off in un triangolare tra Quadri-Fresa United-Brecciarola, in cui la sconfitta con Fresa United e la vittoria con il Brecciarola non ha garantito la promozione in 2ª Categoria.
Nel campionato 2006-2007 sotto la guida del Mister D'Arcangelo ha raggiunto il 4º posto e quindi senza la possibilità di disputare i play off.
Nel campionato 2007-2008 viene ripresa per disputare il campionato di 2ª categoria sotto la guida del Mr. Viglione ed al primo anno centra subito i play off piazzandosi in 2ª posizione con 59 punti dietro il Monteodorisio con 62 punti. I play off la vedono dapprima in un unico confronto in casa con il Roccaspinalveti risultato finale 1-1 e per miglior piazzamento in classifica passa alla fase successiva affrontando la Sangiovannese (San Giovanni Lipioni) nel campo neutro di Atessa con il risultato di 3-2, con tripletta dell'attaccante Rosa Andrea.
Nella fase successiva dei play off, il Quadri affronta in un triangolare dapprima il Caldari in casa, risultato finale 2-1 (Ciarico, Marchetti) poi a Mutignano per la partita decisiva. Risultato nei tempi regolamentari: 1-1 (Marchetti su rigore). Ai calci di rigore trionfa con il risultato definitivo di 4-5 e successiva promozione nel Campionato di 1ª Categoria. Sequenza calci di rigore: Simonetti Piergiuseppe (gol) - Di Campli Gerardo (gol) - Liberatore Walter (sbagliato) - D'Amico Camillo (gol) - Marchetti Gianluca (gol).
Nel campionato 2008-2009 ha affrontato il campionato di prima categoria dove il piazzamento migliore di una compagine quadrese è stato il terzo posto raggiunto dalla squadra, fatto che non avveniva sin dagli anni Ottanta. 
Dal 2018 il paese non ha più una squadra di calcio.
Nel corso degli anni ci sono stati diversi bravi calciatori che hanno indossato la casacca Rosso-Blu ma due su tutti meritano di essere menzionati per il loro acume tattico e la loro capacità di farsi carico della squadra nei momenti di difficoltà. Il loro nome sarà ricordato per sempre nella storia del calcio quadrese che sarà perennemente grato a Gianni Tidò e Francesco Scarsellato.